# Francisco Carregal
Francisco Carregal foi um futebolista brasileiro, filho de pai português de pele branca e mãe brasileira, negra, o ex-atacante defendeu o Bangu Atlético Clube. Depois de encerrar a carreira, o pioneiro se tornou tesoureiro do clube.

## Introdução
É considerado o primeiro jogador negro a praticar futebol oficialmente no Brasil, atuando pelo Bangu. Em 2001, o alvirrubro recebeu da ALERJ a Medalha Tiradentes, maior condecoração do Rio de Janeiro, em referência ao primeiro clube a escalar um atleta negro no Brasil.

## Carreira
Fluminense e Bangu se confrontaram em 14 de maio de 1905, em amistoso que o Bangu ganhou por 5 a 3 no Jardim da Fábrica Bangu, primeiro campo do clube alvirrubro.
Neste primeiro jogo citado, o clube alvirrubro foi o primeiro clube brasileiro a escalar um atleta negro, Francisco Carregal.
O fato é que Carregal foi um pioneiro na história do futebol do Brasil. Não há referência anterior a ele de um negro e operário - Carregal era tecelão da fábrica Bangu - praticando o então elitista esporte bretão em terras cariocas, praticado que era por estrangeiros e pessoas com contato com a cultura britânica.
Cercado de estrangeiros, todos eles brancos, Carregal caprichava na beca para diminuir o impacto de sua condição como praticante de um esporte de elite e ligado culturalmente a países britânicos.